# Nado sincronizado nos Jogos Olímpicos de Verão de 2008 - Qualificação

## Equipes
Oito equipes disputarão o evento por equipes, classificando-se através das seguinte competições:
| Equipes feminino                   | Data                            | Local          | Vagas | Classificadas            |
| ---------------------------------- | ------------------------------- | -------------- | ----- | ------------------------ |
| País-sede                          | -                               | -              | 1     | China*                   |
| Copa Européia de Nado Sincronizado | 30 de maio - 2 de junho de 2007 | Roma           | 1     | Rússia                   |
| Jogos Pan-americanos de 2007       | 13 - 29 de julho de 2007        | Rio de Janeiro | 1     | Estados Unidos           |
| Campeonato Africano                | 4 - 5 de dezembro de 2007       | Cairo          | 1     | Egito                    |
| Swiss Open (Campeonato da Oceania) | 19 - 22 de julho de 2007        | Christchurch   | 1     | Austrália                |
| Torneio Pré-Olímpico               | 16 - 20 de abril de 2008        | Pequim         | 3     | Espanha · Japão · Canadá |
| TOTAL                              |                                 |                | 8     |                          |

* China representará o continente asiático.

### Duetos
Para esta competição 24 duetos participarão dos Jogos, classificado-se através dos seguintes critérios:
- 8 duetos classificados através da competição por equipes;
- 16 duetos classificados através do Torneio Pré-olímpico em Pequim (pelo menos 1 de cada continente)

| Equipes feminino                            | Data                     | Local   | Vagas | Classificadas |
| ------------------------------------------- | ------------------------ | ------- | ----- | --- |
| Países qualificados pelo evento por equipes | -                        | -       | 8     | China · Rússia · Estados Unidos · Egito · Austrália · Espanha · Japão · Canadá                                                                                         |
| Swiss Open (Campeonato da Oceania)          | 19 - 22 de julho de 2007 | Zurique | 1     | Nova Zelândia |
| Torneio Pré-olímpico                        | 16 - 20 de abril de 2008 | Pequim  | 15    | Itália · Ucrânia · Grécia · Países Baixos · Suíça · Brasil · França · Israel · Coreia do Norte · Cazaquistão · México · Reino Unido · Bielorrússia · Chéquia · Áustria |
| TOTAL                                       |                          |         | 24    | |